# Deloyala barberi
Deloyala barberi är en skalbaggsart som först beskrevs av Franz Spaeth 1936.  Deloyala barberi ingår i släktet Deloyala och familjen bladbaggar. Inga underarter finns listade i Catalogue of Life.